# Dactylokepon sulcipes
Dactylokepon sulcipes är en kräftdjursart som beskrevs av Adkison 1982. Dactylokepon sulcipes ingår i släktet Dactylokepon och familjen Bopyridae.
Artens utbredningsområde är Mexikanska golfen. Inga underarter finns listade i Catalogue of Life.